# جان اندرتون (بازیکن فوتبال)
جان اندرتون (انگلیسی: John Anderton؛ زادهٔ ۷ فوریهٔ ۱۹۳۳) بازیکن فوتبال اهل بریتانیا است.
از باشگاه‌هایی که در آن بازی کرده‌است می‌توان به باشگاه فوتبال تورکی یونایتد و باشگاه فوتبال اورتون اشاره کرد.